# Джаз Річардс
Джаз Річардс (англ. Ashley Richards, валл. Jazz Richards, нар. 12 квітня 1991, Свонсі) — валлійський футболіст, захисник клубу «Гейверфордвест Каунті».
Виступав, зокрема, за клуби «Свонсі Сіті», «Фулгем» та «Кардіфф Сіті», а також національну збірну Уельсу.

## Клубна кар'єра
Народився 12 квітня 1991 року в місті Свонсі.
У дорослому футболі дебютував 2009 року виступами за команду клубу «Свонсі Сіті», в якій провів шість сезонів, взявши участь у 39 матчах чемпіонату. 
Згодом з 2012 по 2015 рік грав на умовах оренди за «Гаддерсфілд Таун», «Крістал Пелес» та «Фулгем».
До складу клубу «Фулгем» на умовах повноцінного контракту приєднався 2015 року. Відтоді встиг відіграти за лондонський клуб 22 матчі в національному чемпіонаті.

## Виступи за збірні
У 2008 році дебютував у складі юнацької збірної Уельсу, взяв участь у 11 іграх на юнацькому рівні.
Протягом 2009–2012 років залучався до складу молодіжної збірної Уельсу. На молодіжному рівні зіграв у 15 офіційних матчах.
У 2012 році дебютував в офіційних матчах у складі національної збірної Уельсу. Наразі провів у формі головної команди країни 14 матчів.
| Дата       | Місто         | Господарі            | Результат | Гості      | Турнір             | Голи | Примітки |
| ---------- | ------------- | -------------------- | --------- | ---------- | ------------------ | ---- | -------- |
| 27-5-2012  | Іст-Ратерфорд | Мексика              | 2 – 0     | Уельс      | товариський матч   | -    | 80'      |
| 26-3-2013  | Свонсі        | Уельс                | 1 – 2     | Хорватія   | Відбір до ЧС 2014  | -    | 64'      |
| 15-10-2013 | Брюссель      | Бельгія              | 1 – 1     | Уельс      | Відбір до ЧС 2014  | -    |          |
| 16-11-2013 | Кардіфф       | Уельс                | 1 – 1     | Фінляндія  | товариський матч   | -    | 72'      |
| 12-6-2015  | Кардіфф       | Уельс                | 1 – 0     | Бельгія    | Відбір до ЧЄ 2016  | -    |          |
| 3-9-2015   | Нікосія       | Кіпр                 | 0 – 1     | Уельс      | Відбір до ЧЄ 2016  | -    |          |
| 6-9-2015   | Кардіфф       | Уельс                | 0 – 0     | Ізраїль    | Відбір до ЧЄ 2016  | -    | 59'      |
| 10-10-2015 | Зениця        | Боснія і Герцеговина | 2 – 0     | Уельс      | Відбір до ЧЄ 2016  | -    |          |
| 28-3-2016  | Київ          | Україна              | 1 – 0     | Уельс      | товариський матч   | -    | 65' 77'  |
| 11-6-2016  | Бордо         | Уельс                | 2 – 1     | Словаччина | ЧЄ 2016 - 1-й етап | -    | 88'      |
| 24-3-2017  | Дублін        | Ірландія             | 0 – 0     | Уельс      | Відбір до ЧС 2018  | -    | 72'      |
| 11-6-2017  | Белград       | Сербія               | 1 – 1     | Уельс      | Відбір до ЧС 2018  | -    | 71'      |
| 2-9-2017   | Кардіфф       | Уельс                | 1 – 0     | Австрія    | Відбір до ЧС 2018  | -    | 46'      |
| 11-10-2018 | Кардіфф       | Уельс                | 1 – 4     | Іспанія    | товариський матч   | -    | 62'      |
| Усього     |               | Матчів               | 14        |            | Голів              | 0    |          |